# Hisham Fageeh
 (septembre 2014).
Hisham Fageeh, né le 26 octobre 1987 à Riyad (Arabie saoudite), est un acteur et un humoriste arabe américain d'origine souadienne. En 2016, il joue le rôle principal dans film saoudien Barakah Meets Barakah.

## Biographie
Hisham Fageeh fait ses débuts dans le stand-up alors qu'il étudie à l'Université de Floride aux États-Unis. Durant ses études, il s'inscrit au UBC Theatre à New York pour des cours d'improvisation. Il se dit avoir été influencé un premier temps par l'humour du comédien Dave Chappelle. Après ses études, il travaille un an au Muslim Public Affairs Council à Washington. Un an après ses débuts, il se produit sur scène aux côtés de Dean Obeidallah, Hari Kondabolu, Maysoon Zayid, Aasif Mandvi ou Aron Kader.
Il crée une chaîne sur Youtube pour des performances vidéos en arabe sous le nom de « Isboo'iyat Hisham » (les Hebdos d'Hisham) à partir du 19 décembre 2011 puis rejoint Fahad Albutairi et Bader Saleh dans les circuits de stand-up saoudiens. Il est le premier Saoudien à effectuer[pas clair] une tournée de stand-up arabe de comédie aux États-Unis et en Angleterre.
Artiste vedette du New York Arab-American Comedy Festival en 2012, il crée en octobre 2013 une parodie du morceau "No Woman, No Cry" de Bob Marley en "No Woman, No Drive" en référence à l'interdiction des femmes saoudiennes de conduire en Arabie Saoudite.
En 2016, on le retrouve dans le rôle principal du film Barakah Meets Barakah réalisé par Mahmoud Sabbagh, un film qui a la particularité d'être un film romantique alors que toute la production est saoudienne. Seuls deux (ou cinq) films ont été produits en Arabie saoudite par des Saoudiens (le cinéma y étant interdit depuis la fin des années 1970) : Wadjda et Barakah Meets Barakah. Le film sort en France en 2017,.